# Список ирландских флагов
Список ирландских флагов

## Национальныйфлаг Ирландии
| Флаг | Дата   | Применение               | Описание |
| ---- | ------ | ------------------------ | --- |
|      | 1919 — | Флаг республики Ирландия | Триколор из равных вертикальных полос зелёного, белого и оранжевого цвета. Существует несколько версий, что означают цвета флага, одна из которых гласит, что зелёный означает католиков Ирландии, белый означает мир, а оранжевый — протестантов Ирландии, и весь флаг означает мир между католиками и протестантами в Ирландии. |
|      | 1783 — | Флаг Святого Патрика     | Белое полотно с красным косым крестом, неофициальный символ Ирландии. В качестве символа Ирландии входит в состав флага Соединённого Королевства. В отличие от ирландского триколора, ассоциирующегося с сепаратистами и националистами, флаг Святого Патрика воспринимается как политически нейтральный.                         |

## ШтандартПрезидента Ирландии
| Флаг | Дата   | Применение                   | Описание |
| ---- | ------ | ---------------------------- | --- |
|      | 1919 — | Штандарт Президента Ирландии | Золотая ирландская арфа на синем поле цвета Святого Патрика. Используется президентом Ирландии на всех официальных церемониях. |

## Региональные флаги
| Флаг | Дата      | Применение                      | Описание |
| ---- | --------- | ------------------------------- | --- |
|      |           | Флаг четырёх провинций Ирландии | Составлен из флагов четырёх ирландских провинций — Ольстер, Мунстер, Коннахт и Ленстер.                                                                                     |
|      |           | Флаг Ольстера                   | Флаг Ольстера, составлен из геральдических символов самых известных династий Ольстера.                                                                                      |
|      |           | Флаг Манстера                   | Флаг Манстера — три золотые древнеирландские короны, расположенные на синем поле.                                                                                           |
|      | 1651      | Флаг Коннахта                   | Флаг Коннахта — две одинакового размера части, разделённые сверху вниз с орлом и рукой с мечом.                                                                             |
|      |           | Флаг Лейнстера                  | Золотая ирландская арфа с серебряными струнами на зелёном поле. |
|      | 1953-1972 | Флаг Северной Ирландии          | Основан на флаге Ольстера. |
|      |           | Флаг Мита                       | Флаг исторической ирландской провинции Мит представляет собой короля, сидящего на троне на голубом поле; возможно, когда-то этот флаг использовался как флаг всей Ирландии. |

## Военные флаги
| Флаг | Дата | Применение                   | Описание                                                               |
| ---- | ---- | ---------------------------- | ---------------------------------------------------------------------- |
|      |      | Военно-морской флаг Ирландии | Золотая ирландская арфа с серебряными струнами на светло-зелёном поле. |

## Остальные флаги
| Флаг | Дата | Название                             | Описание |
| ---- | ---- | ------------------------------------ | --- |
|      |      | Звёздный Плуг (англ. Starry plough)  | Флаг «Звёздный Плуг» изначально был создан Ирландской гражданской армией, именно под этим флагом выступили ирландцы во время Пасхального восстания 1916 года. На флаге изображено созвездие Большой Медведицы, в просторечии называемое в англоязычных странах «Плуг». |
|      |      | Солнечные лучи (англ. Sunburst flag) | Флаг «Солнечные лучи» начал использоваться с 1858 года ирландскими националистическими организациями. Флаг происходит от древней ирландской легенды о воинах-фениях, совершивших множество подвигов.                                                                   |
|      |      | Синие рубашки (англ. Blueshirts)     | Флаг Blueshirts, основанный на кресте святого Патрика, использовался в 1920—1930-х ирландскими националистическими организациями (в том числе и Синерубашечниками, по которому и получил название).                                                                    |